# 흐즈구
흐즈구(아제르바이잔어: Xızı rayonu)는 아제르바이잔 동부에 위치한 구로 행정 중심지는 흐즈이며 면적은 1,850km2, 인구는 13,080명(1999년 기준)이다. 동쪽으로는 카스피해와 접한다.